# Preußische G 1
Die Gattung G 1 der Preußischen Staatseisenbahnen war eine zweiachsige Güterzuglokomotive. Der ursprüngliche Entwurf stammt von der Preußischen Ostbahn. Diese benötigte für die langen Nebenstrecken durch dünn besiedeltes Gebiet eine Schlepptenderlokomotive, da die Tenderlokomotiven nur geringe Vorräte mitführen konnten. Für die Preußische Ostbahn wurden in den Jahren 1878 und 1879 insgesamt 44 Lokomotiven dieses Typs gebaut.
Nach Gründung der Preußischen Staatseisenbahnen wurde weiterer Bedarf an Lokomotiven dieser Bauart festgestellt. Daher wurden in den Jahren von 1887 bis 1898 nochmals 49 Lokomotiven dieses Typs beschafft, der 1905 die Bezeichnung G 1 erhielt. Die Änderungen gegenüber der vorherigen Lieferserie waren nicht sehr umfangreich.
Die Deutsche Reichsbahn übernahm keine dieser Loks in ihren Umzeichnungsplan; die letzten wurden zu Beginn der 1920er Jahre ausgemustert.
Die Maschinen waren mit einem Schlepptender der Bauart 2 T 8 ausgestattet.